# Гимназия Видемана
Гимназия Видемана — частная классическая гимназия Санкт-Петербурга, открытая в 1859 году.
Первоначально, в 1859 году директором Анненшуле Германом Видеманом (нем. Georg Hermann Wiedemann; 22.02.1817 — 28.08.1866) в Санкт-Петербурге было открыто коммерческое училище, впоследствии преобразованное в гимназию.
Первоначально учебное заведение располагалось в доме 57 на 6-й линии Васильевского острова, который наследники Бергмана продали Видеману. Затем частная гимназия и реальное училище Г. А. Видемана до 1918 года занимала третий этаж дома № 46 на 9-й линии Васильевского острова.
Уроженец Дрездена, доктор философии и филологии Герман Видеман в 1840 году получил в Санкт-Петербурге место домашнего учителя, а в 1841 году начал преподавать древние языки в Петришуле; в 1845 году сменил на посту скончавшегося директора Анненшуле Александра Эриксена (нем. Alexander Friedrich Erichsen; 05.11.1797 — 02.09.1845). В 1859 году Видеман оставил Анненшуле, основав собственное частное учебное заведение, ставшее известным под названием гимназии Видемана. Через семь лет, 28 августа 1866 года, он скончался от холеры и директором гимназии стал выпускник Рижской губернской гимназии и богословского факультета Дерптского университета пастор Роберт Фёдорович Газеньегер (нем. Robert Friedrich Hasenjäger; 04.01.1834 — 24.02.1904), который с 1860 по 1866 годы преподавал в учебном заведении Видемана Закон Божий для лютеран и языки (латынь и немецкий), а также был инспектором гимназии. В 1870 году короткое время директором был Фёдор Эдуардович Лауренц (нем. Theodor Laurentz; умер 26.08.1870) и директорскую должность до 1875 года занял священник, будущий епископ Конрад Фрейфельд (1847—1923). С 1875 года до своей смерти в 1888 году директором гимназии был Карл Карлович Эрдель (нем. Karl Christoph Oerdel; 02.11.1844 — 12.11.1888). В 1897—1899 годах директором гимназии был Павел Александрович Висковатов, затем Георг Шнеринг (нем. Georg Schnering; 10.05.1854 — ?).
Коммерческое отделение гимназии окончил А. Фаберже. 